# Philip James Shears
Philip James Shears, britanski general, * 1888, † 1972.